# 詭弁学派、四ッ谷先輩の怪談。
『詭弁学派、四ッ谷先輩の怪談。』（きべんがくは、よつやせんぱいのかいだん。）は、古舘春一による日本の漫画。『週刊少年ジャンプ』（集英社）において、2010年13号から31号まで連載された。プロトタイプとして、『詭弁学派、四ッ谷先生の怪談』を同誌の2009年28号に読切掲載。話数の単位は「第○話」だが、1つの怪談は「第○夜」。

## 怪談一覧
本作のエピソードとなっている怪談について記述する。なお、最終話では「四ッ谷先輩」を加えて「七不思議プラス1」と名付けられた。
- 第一夜「三本脚のミカちゃん人形」（雑誌掲載時） / 「人間になりたいミカちゃん人形」（単行本）
  - 世間には極稀に、四肢の一部が欠損したミカちゃん人形が存在する。彼女は足りない手足を求めて彷徨っていると言われる。
    - 単行本第1巻では「持ち主に飽きられて捨てられてしまったミカちゃん人形が、人間になりたくて自分と人間の手足を"とりかえっこ"するために人間を襲う」にあらすじが変更になっている（後述参照）。
- 第二夜「旧校舎のかくれんぼ」
  - 昔新設中の校舎でかくれんぼをしていて、行方不明になった生徒がいる。校舎が完成した今でも、その壁の中から「もういいかい」と声が聞こえるという。
- 第三夜「呼子桜」
  - 28年前、校庭の桜の木の下で「早乙女頼子」という女生徒が行方不明になった。以来毎年春にその木の下で花見をすると、地面に埋められた早乙女頼子に呼ばれるという。
- 第四夜「十増間さん」
  - 四ッ谷先輩に怪談を聞かせることに傾倒した挙句、自らまでをも怪奇とした女子生徒、十増間 加奈子（とましま かなこ）の怪談。彼女に出会って怪談を話せなければ、手足を斬られるという。
- 第五夜「児躯履さん」
  - 「こっくりさん」をして異界へ引き込まれた生徒の怪談。「こっくりさん」の方法を間違えて呼び出した者を、同じく異界へ引きずり込む。呼び出してしまったら最後、術者が犠牲にならなければならないが、4人以上でやると防ぐことが出来ると言う。
- 第六夜「髪切りヨウコさん」
  - 髪だけが自慢だった女子生徒が、他の髪が綺麗な女子を妬み、髪の毛を頭ごと切り取るという怪談。
- 第七夜「狐狗狸さん」
  - 一般に広く流布している方の「こっくりさん」。
  - 本編では工藤により広められた「呪い」で、小町先生を始め多くの人間が暗示にかかり、豹変した。四ッ谷により鎮められる。
- 第八夜「花子さん」
  - 学校には付き物の花子さんの怪談。理不尽な理由で殺された女子生徒が、その恨みから幽霊となって出没するという。
  - 四ッ谷の意向からこの怪談は封印されたため、厳密には七不思議ではない。また後日談として、冷たい態度をとりながらも青太のことを気遣う長谷川花子の物語が存在する。
- 第九夜「四ッ谷先輩」
  - 学校の屋上に住んでいると言われる幻の生徒の怪談。怪談のネタを持っていくと現れると言われるが、その真相は定かではない。これまでに「創った」怪談を「七不思議プラス1」にまとめて行方を眩ます。

## 登場人物
- 声優は、作者である古舘の別作品『ハイキュー!!』に登場した時の声優を記載する。

### 主要人物
四ッ谷 文太郎（よつや ぶんたろう）
本作の主人公。中学2年A組。おにぎりの具といえばたらこ。
通称「四ッ谷先輩」。普段は授業に出席せずに屋上で生活しているため、生徒からは都市伝説のように扱われている幻の生徒（そのため、彼の存在を知っているのは中島真、弥生ヒナノ、品茂先生をはじめとした数人しかいない）。
ネタ集めに行き詰まり卒業し損ねて留年していることから、真よりも年上であることがうかがえる。屋上最寄の職員トイレは自分専用と言っている。
「怪談」と「他人の悲鳴」が何より好きな変人。さらに巧みな話術も兼ね備えており、四ッ谷先輩と対話している人間は、知らず知らずのうちに彼の世界に引きずり込まれている。彼のモットーは「怪談を創る」ことであり、単なる噂でしかない怪談は「演出・語り・聞き手」の要素から「最恐の怪談」へと変貌するのだという。
怪談を始める時は「いくぞいざ、新たな怪談を作りに」、終わる時は「○○、これにてお了い」と言う（○○はその時の怪談名）。また誰かに怪談を語る時は、「さぁ語ってあげましょう、貴方の為の怪談を!」という決め台詞を持っている。
真と知り合ってからは、何かと彼女をこき使っている。好きな食べ物は餡系のもので、おしるこを好む。
最終話では怪談を求め、中学を卒業しないまま真らの高校に棲みついている。その後、「ご愛読ありがとうございました・・」という通常のアオリ文を「待った、最後は俺が締める」と拒否、「『詭弁学派、四ッ谷先輩の怪談』これにてお了い」と自らの口で告げ、何故か単行本最終巻の告知も自ら行った後、「お後がよろしいようで」と自ら締め括った。ちなみに単行本最終巻では、中学校の屋上で「皆様ご清聴ありがとうございました、『詭弁学派、四ッ谷先輩の怪談』これにて了」と締め括った。
単行本最終巻のオマケで家では祖母､四ッ谷あかねと2人で暮らしている事が発覚しており、帰宅後は和服に腹巻という格好に着替えていた(腹巻の理由は本人曰く「お腹が冷えたら困る」)。さらに祖母からは「文ちゃん」と呼ばれており､頭が上がらない様子。彼が怪談好きになりネタ集めに奔走するきっかけは、祖母の語りを幼少時から熱心に聞き尽くした後、笑顔で自ら「怪談を創る」と発言したことから。同時に学校で存在を目立たなくし幻の生徒となることで、ネタ集めに奔走し、「最恐の怪談」を創るという目的を達成しようとする。
中島 真（なかしま まこと）
声 - 藤田茜
本作のもう一人の主人公。中学2年A組。バレーボール部所属。おにぎりの具といえばシーチキンマヨネーズ。
中島家の長女で長男の勇からはマコと呼ばれている。極度の怖がりで、恐い話を聞いたり見たりすると派手な悲鳴を上げる。単細胞だが正義感が強い。怖い話は嫌いだが、四ッ谷先輩の怪談は嫌いではない。失踪した親友・ヒナノの行方を探るべく、四ッ谷先輩を訪ねた。花見は団子9割で餅は胡麻派。
四ッ谷先輩曰く、頭で考えるより先に体が動いてしまうタイプなため、頭を使う事が苦手であり、分からない事はすぐに考えるのを辞める、いわゆるお馬鹿で直向きで性格。なんだかんだで四ッ谷先輩を信頼している。
四ッ谷先輩の所へ出入りするようになってから、周りからオカルト大好き少女と思われるようになる。また、「十増間さん」事件の後あだ名が「トマシマさん」になる。
中学卒業後は品茂先生とメル友になり、ヒナノと同じ高校に進学した。
作者である古館の別作品の『ハイキュー!!』にも登場している。
弥生 ヒナノ（やよい ひなの）
真の小学校からの親友。中学2年A組。吹奏楽部所属。おにぎりの具といえばこんぶ。
しっかり者で優しいが、腹黒な一面も。真に対しては四ッ谷先輩と一緒になってからかうことが多い。
土屋先輩に監禁されていたが、四ッ谷先輩の怪談により救出された。それからは四ッ谷先輩の協力者となる。
「呼子桜」では四ッ谷先輩に貸し出したローファーに勝手に名前を書かれ、「さすがに履く気がしない」と怒っていた。
真とは対照的に成績は優秀な模様（真曰く、「ヒナノに分からないことが私に分かるわけない」らしい）。
中学卒業後は真と同じ高校に進学した。
品茂（しなも）
中学2年A組代理担任。進学校から来たエリート教師。四ッ谷先輩と真のよき協力者。メールでは意外にも絵文字が多い。作者の処女作『王様キッド』からのスター・システムによるキャラクター。
初登場時は勉強できない者や結果を残せない者を嫌い、見下す嫌味なキャラとして描かれていた。四ッ谷先輩の机を片付け、桜野に無理矢理退部届を書かせたが、それに怒った四ッ谷先輩と真の語りに怖気づく。以来、真を見ると怯えて逃げ出していた。
しかし、本編後半では出来の悪い者を見下す事はなくなっており（むしろ、ちゃんと生徒の事を想っている模様）、今では厳しい態度は崩さないながらも真のよき担任となり、初登場時とは違い、お人好しなキャラになった。小町先生に気があり、彼女が行方不明になった際は四ッ谷先輩に協力する場面もあり、それ以降は教職員で唯一の四ッ谷先輩の協力者となる。冷血漢だと思われがちだがナイフで刺されそうになった小町先生を身を挺して守るなど、実は熱血漢である。そうした事から、彼は四ッ谷先輩、真、ヒナノの恩師と言った存在である。
最終話では、そのまま常勤の教員になったらしい。
卒業した真とはメル友の関係にあり、最終話では小町先生とのデートの約束をとりつけたことを報告していた。

### 四ッ谷先輩の中学

#### 生徒
長谷川 青太（はせがわ せいた）
中学2年B組。真の小学校からの幼馴染。両親を早く亡くしたため、姉の花子と二人暮らしだった。唯一の身内である花子を亡くしたために、現在は親戚の家で暮らしている。生物の本に興味がある。どこか冷めた性格ながらも姉思いな一面を見せる。
母の命日が誕生日。そのため、花子からは憎まれていたが、それでも彼女を「家族」として慕い続けていた。
長谷川 花子（はせがわ はなこ）
中学3年。クラスは不明。青太の1歳上の姉。名前が「花子」であったため校長に殺害され、頭部を隠された。
幼くして自分を置き去りにして死んだ両親と、現実への憎しみを青太にぶつけ、冷たく接していた。校長に殺される直前、洋菓子店のレシートを使って青太に遺書を残し、それは四ッ谷先輩によって青太に伝えられた。
姫野 良太（ひめの りょうた）
中学1年A組。いじめられっ子で友達がおらず、小町先生だけを信頼していた。暗示にかかり態度が豹変した小町先生に絶望し、自殺を図ろうとしたほど。朝礼では工藤の暗示にかかり、小町先生に襲いかかったが品茂先生に止められ、立ち直る。
刈谷（かりや）
中学3年A組。髪フェチで有名だが、異常なほど髪に執着している。工藤の言葉で「自分は間違っていない」という考えを持ち、小町先生を監禁したが、四ッ谷先輩の言葉で「自分は間違っていた」ということに気づく。
土屋（つちや）
中学3年C組。愛想がよく生徒にも人気なようだが、独占欲が強く、自分のものは必ず人には見られないどこかに隠す癖がある。甘い物が好き。ヒナノを隠した犯人。
早乙女 良太（さおとめ りょうた）
中学1年B組。怪談好きでちょっと変わっているが、ハツラツとした性格。「呼子桜」の怪談で登場する早乙女頼子の甥。田中同様完璧な構図を求める人間。「呼子桜」の桜を掘り直す。田中が描いた「早乙女頼子」の構図を再現するため、田中を利用しようとしたが四ッ谷先輩に阻まれる。
桜野 春太（さくらの はるた）
中学2年A組。真の友人。剣道部。部活に精力的に打ち込んでいるおかげで、授業中は居眠りが多い。そのためか成績は冴えず、部活でも2年で1人だけ遠征に行けなかったなど、活躍もできていない。
白木 華（しろき はな）
中学2年A組。1年の頃は地味で目立たない少女だったが、「こっくりさん」を始めたことで溌剌とした性格になった。完全に「こっくりさん」の信者と化していたが、四ッ谷先輩の怪談によって諭される。

#### 教職員
小町（こまち）
中学3年B組担任の新任の英語教師。赴任したばかりで生徒からなめられることが多いが、誰に対しても優しい性格で人気があった。品茂先生から片思いされている。
工藤の暗示にかかり一時的に冷血教師と化したが、四ッ谷先輩の怪談を聞き暗示は解かれた。
後日談として、彼女はその後も生徒から慕われる人気教師だが、一部に「小町先生にぶたれたい」と思うファンができたらしい。
針子（はりこ）
家庭科の教師。裁縫の細部にまで独特の拘りを見せる。連続女児誘拐殺人事件の犯人で、その目的は自分が作った服に合う手足を探すためだった。四ッ谷先輩の怪談によって暴かれ逮捕される。
田中（たなか）
美術教員。完璧な構図でなければ認めない神経質な老人。「呼子桜」で首を吊った早乙女頼子を目撃し、その構図を絵に表した。そのことに罪悪感を抱いており、それに付け込んだ早乙女良太により自殺に追い込まれそうになる。
工藤 忠信（くどう ただのぶ）
スクールカウンセラー。キツネのような顔のイケメンであるため、「キツメン」と言われる。教師や生徒に対してカウンセリングを行う上で、「呪いを教える」と称して暗示をかけていた。四ッ谷先輩曰く根に持つタイプで、彼とは因縁めいた関係である。
最終回では別の公立中学に転勤しており、女子に好かれているものの、しかしそのたちの悪さは相変わらずのようである。高校時代に当時小学生だった四ッ谷先輩と会った事があり、「嫌な感じの子供」と発言した。
校長
怪談好きで、四ッ谷先輩に「花子さん」の怪談を作ってもらうために長谷川花子を殺害した。しかし自分の思い通りに展開しない状況に正気を失い、旧校舎に火をつけ四ッ谷先輩もろとも焼身自殺を図り怪談話の存在になろうとしたが、真と品茂先生の尽力と工藤の協力もあり、火災は防がれ後に逮捕される。

### 中島家
大食いで、子供の名前は全員一文字。『ハイキュー!!』にも登場している。
中島 正義（なかしま まさよし）
声 - 咲野俊介
真の父親。真が彼氏を連れてくるのはけしからんらしい。
中島 愛（なかしま あい）
声 - 半場友恵
真の母親。真が連れてきた青太を彼氏と勘違いする。
中島 勇（なかしま いさむ）
声 - 森久保祥太郎
中島家の長男で、真の4歳上の長兄（高校3年）。真が嫁に行くことを願っている。青太が花子の弟であることを気にかけていた。
中島 猛（なかしま たける）
声 - 阿部敦
中島家の次男で、真の2歳上の次兄（高校1年）。青太には真でいいのか心配している。
中島 実（なかしま みのる）
声 - 三浦歩美
中島家の三男で、真の3歳下の弟（小学5年）。青太を彼氏と勘違いした時、真に首を絞められる。

### その他
くまきち
学校にいる迷い犬。真からホネっこをよくもらっている。3年前にこの学校に来た時、餌をくれたのが四ッ谷先輩である。一応、四ッ谷先輩の協力者。温厚な性格だが、ものを埋めて隠すことが大好き。
最終話では四ッ谷、真、ヒナノと同じ高校に棲みついている。

### 番外編
蝶間林 百連（ちょうまばやし びゃくれん）
本名は山田 山男（やまだ やまお）｡1巻の番外編｢霊感商法に気をつけろ！｣で登場する霊能者(自称)。
老婆に「土地の地縛霊的なモノが先祖の因縁的なアレで老人本人とその家族を陥れようとしている」と言いがかりをつけ壺とおまけの安眠枕を売りつけようとしていた。
しかしそこに偶然通りかかった四ッ谷先輩に逆に悪霊に怨まれ呪われていると逆に騙され自分で壺を購入した。
四ッ谷 あかね（よつや あかね）
最終巻の番外編「最後にして始まりのおはなし」にのみ登場する四ッ谷先輩の祖母。父親と夫が噺家だったため、彼女自身も四ッ谷先輩と同じく語りが達者。夫は既に亡くなっており現在は四ッ谷先輩と二人暮らしをしている。彼を怪談好きにした張本人であり最大の理解者。四ッ谷先輩が最恐の怪談創りに奔走しているのを見守っており、真に「あの子が満足した時は、彼の得手な道で歩むだろう、今人と関わっているなら大丈夫」と語っている。
上品で穏やかな貴婦人を思わせるがよく笑う女性で、着物を着ており、四ッ谷先輩に「あかねさん」と呼ばれている。

## 備考
- 作者はバレーボールを題材にした作品を描くという目標を持っていたが、実力がついてから連載するべきだという編集のアドバイスに従い、別のジャンルである本作の連載を始めた[1]。目標としていたバレーボール漫画は次の連載作品（『ハイキュー!!』）となった。
- 一部のキャラクターは『ハイキュー!!』にも登場している。
- 物語の舞台はM県W町と作中にあるが、恐らくは宮城県涌谷町の事と思われる。『ハイキュー!!』では舞台が仙台市と明記されている。
- 『週刊少年ジャンプ』2010年13号に掲載された第1話の内容の一部に、身体障害者に対しての配慮に欠ける部分があったとして、同年16号の巻末に佐々木尚編集長によるお詫びが掲載された。また、『ジャンプ』の公式サイトでは新連載作品の第1話を次号の発売日から無料配信しているが、本作の第1話は事情のため配信中止となった（『週刊少年ジャンプ』2010年14号では配信が告知されていたが、公式サイトで配信中止の旨が記載された）。
  - 上述の通り、単行本第1巻では問題となった第1話の怪談の内容や一部のセリフが変更されている。
- 単行本第3巻では四ッ谷先輩の過去を描いた書き下ろしの番外編が掲載された。

## 単行本
1. “四ッ谷先輩” 2010年6月4日 ISBN 978-4-08-870072-4
2. “狐狗狸さん” 2010年8月4日 ISBN 978-4-08-870093-9　※併録 アソビバ
3. “七不思議 プラス1” 2010年9月3日 ISBN 978-4-08-870118-9 ※併録 王様キッド、詭弁学派、四ッ谷先生の怪談

## 読み切り版
タイトルは『詭弁学派、四ッ谷先生の怪談』。2020年12月24日、アニメ『ハイキュー!! TO THE TOP』&「ハイキュー!!展」開催記念として、ジャンプ公式YouTubeチャンネルでボイスコミック化が投稿された。

### あらすじ
真が通学する学校には、創造怪談で驚かすのを趣味にする不気味な教師、四ッ谷先生がいた。四ッ谷先生が語る新たな怪談とは・・・?

### 登場人物
- 声優は、ボイスコミック版の声優を記載する[3][4]。

四ッ谷 文太郎（よつや ぶんたろう）
声 - 伊藤和正
中学国語教師。趣味は怪談創作。生来の悪魔の声の持ち主。婦女子の悲鳴が大好きで、生きがいと語っている。連載版と違い、眼鏡をかけ髪を一つに束ねている風貌をしている（ただし、怪談を語る時は全て外し、連載版そっくりの風貌になる）。真曰く怪談好きの変人だが生徒からの人気は高く、よく「怪談話を話してくれ」とせがまれている。
中島 真（なかしま まこと）
声 - 黒崎しおり
2年A組。バレー部に所属する体育会系女子。怖い話が大の苦手な少女。三村によってピンチに陥るが、四ッ谷先生に助けられる。
三村（みむら）
声 - 喜多田悠
中学数学教師。重度の脚フェチで、弥生先輩の殺害及び足を持っていった犯人。真の脚を狙ってピンチに追い込むが、四ッ谷先生に阻まれ彼の怪談を聞かされたことで、恐慌状態に陥りその後警察に逮捕された。
弥生 ヒナノ（やよい ひなの）
声 - ひろとひろ
連載版と違い、真の先輩。犯人に殺される。